# Sonia Pierre
Sonia Pierre ou Solange Pierre (4 juin 1963 - 4 décembre 2011) est une avocate haïtienne défenseuse des droits de l'homme et du citoyen haïtien ayant vécu en République dominicaine. 

## Biographie
Sonia Pierre ou Solange Pierre est née en 1963 en République dominicaine de parents haïtiens. Elle est une des treize enfants de cette famille installée dans un batey, sorte de campement où vivent les coupeurs de cannes à sucre. À sa naissance l'administration dominicaine a mal orthographié son prénom, inscrivant le prénom de Solain. Elle fut prénommée depuis Sonia ou Solange.

### Jeunesse
Cette militante des Droits de l'Homme combat en République dominicaine l'anti-haïtianisme que manifeste régulièrement une partie de la population dominicaine envers les émigrés haïtiens. 
En 1976, à l'âge de 13 ans, elle organisa une manifestation de cinq jours avec les travailleurs de la canne à sucre sur un des bateyes de la République dominicaine, qui conduisit les autorités dominicaine à son arrestation. Toutefois, la manifestation attira suffisamment l'attention du public pour que les revendications des travailleurs, à savoir, des locaux d'hébergement peints, obtenir de meilleurs outils et des augmentations de salaire, fussent atteints.

### Avocate
En 2005, l'avocate madame Pierre demanda à la Cour interaméricaine des droits de l'homme de statuer sur le cas de deux enfants d'origine haïtienne qui se sont vu refuser un certificat de naissance dominicain. La Cour interaméricaine a confirmé les lois régissant les droits de l'homme et interdisant la discrimination raciale dans l'accès à la nationalité et à la citoyenneté. Le tribunal a également ordonné au gouvernement dominicain de fournir les certificats de naissance.
En 2007, Sonia Pierre est elle-même menacée d'être déchue de la nationalité dominicaine. Le département d'inspection de la junte centrale électorale dominicaine ayant demandé par voie judiciaire l'annulation pour vice de forme de l'acte de naissance de Solain Pierre dite Sonia Pierre en raison de l'erreur sur son patronyme.

### Prix des Droits de l'Homme
En 1981, Sonia Pierre fonde le Mouvement des femmes dominicano-haïtiennes (MUDHA) (en espagnol El Movimiento de Mujeres Dominico-Haitiana), une organisation non gouvernementale qui contribuera à éveiller la conscience de l'opinion publique dominicaine et internationale sur le sort injuste et les conditions inhumaines réservés aux membres de la communauté haïtienne vivant en République dominicaine.
Pour son travail opiniâtre pour la défense de ses concitoyens haïtiens et plus généralement pour son combat pour les droits de l'homme, Sonia Pierre a reçu pour elle-même et pour son organisation (MUDHA), le prix Robert F. Kennedy des droits de l'homme en 2006. Le prix lui fut remis par le sénateur Ted Kennedy qui déclara à cette occasion : « Avec certitude, je peux affirmer que Sonia est l'une des plus dévouées, courageuses et compatissantes des êtres humains de ma génération. Sonia est tout en haut de ma liste d'héroïnes. »
Elle coordonne son combat avec une autre militante des Droits de l'homme, Colette Lespinasse,  journaliste, conférencière, humanitaire, militante des Droits de l'homme et coordinatrice de l'organisation non gouvernementale haïtienne Groupement d'appui aux rapatriés et réfugiés (GARR).

### Décès
Elle meurt le 4 décembre 2011 des suites d'un malaise cardiaque.

## Dans la culture
La romancière Catherine Bardon a écrit une biographie romancée sur Sonia Pierre aux éditions les Escales en 2024 : Une femme debout, fanm vanyan.